# Pararge alba
Pararge alba är en fjärilsart som beskrevs av Cosm. Pararge alba ingår i släktet Pararge och familjen praktfjärilar. Inga underarter finns listade i Catalogue of Life.